# Mitcău, Zastavna
Mitcău (în ucraineană Митків, transliterat: Mîtkiv și în germană Mitkeu) este un sat reședință de comună în raionul Zastavna din regiunea Cernăuți (Ucraina). Are 349 locuitori, preponderent  ucraineni (ruteni).
Satul este situat la o altitudine de 154 metri, pe malul râului Nistru, în partea de nord-est a raionului Zastavna.

## Istorie
Localitatea Mitcău a făcut parte încă de la înființare din regiunea istorică Bucovina a Principatului Moldovei. Prima atestare documentară a localității datează din 16 aprilie 1617.
După anexarea Bucovinei de către Imperiul Habsburgic în anul 1775, localitatea Mitcău a făcut parte din Ducatul Bucovinei, guvernat de către austrieci, făcând parte din districtul Zastavna (în germană Zastawna). Din 1873, funcționa la Mitcău o școală cu 3 clase.
După Unirea Bucovinei cu România la 28 noiembrie 1918, satul Mitcău a făcut parte din componența României, în Plasa Nistrului a județului Cernăuți. Pe atunci, majoritatea populației era formată din ucraineni. În perioada interbelică, era extras de aici nisip și nisip de cuarț pentru construcții .
Ca urmare a Pactului Ribbentrop-Molotov (1939), Bucovina de Nord a fost anexată de către URSS la 28 iunie 1940, reintrând în componența României în perioada 1941-1944. Apoi, Bucovina de Nord a fost reocupată de către URSS în anul 1944 și integrată în componența RSS Ucrainene. 
Începând din anul 1991, satul Mitcău face parte din raionul Zastavna al regiunii Cernăuți din cadrul Ucrainei independente. Conform recensământului din 1989, numărul locuitorilor care s-au declarat români plus moldoveni era de 1 (0+1), reprezentând 0,24% din populație . În prezent, satul are 349 locuitori, preponderent ucraineni.

## Demografie
Componența lingvistică a comunei Mitcău
     Ucraineană (97,42%)
     Rusă (2,29%)
     Alte limbi (0,29%)
Conform recensământului din 2001, majoritatea populației comunei Mitcău era vorbitoare de ucraineană (97,42%), existând în minoritate și vorbitori de rusă (2,29%).
1989: 411 (recensământ)
2007: 349 (estimare)

### Recensământul din 1930
Componența etnică a comunei Mitcău (județul Cernăuți)
     Români (18,8%)
     Ruteni (77,6%)
     Evrei (3,33%)
     Polonezi (0,27%)
Componența confesională a comunei Mitcău
     Ortodocși (95,2%)
     Mozaici (3,33%)
     Altă religie (1,47%)
Conform recensământului efectuat în 1930, populația comunei Mitcău se ridica la 750 locuitori. Majoritatea locuitorilor erau ruteni (77,60%), cu o minoritate de români (18,80%), una de evrei (3,33%) și una de polonezi (0,27%). Din punct de vedere confesional, majoritatea locuitorilor erau ortodocși (95,20%), dar existau și mozaici (3,33%). Alte persoane au declarat: romano-catolici (4 persoane), greco-catolici (6 persoane) și reformați\calvini (1 persoană).